# Robert Joensen
Robert Joensen (født 28. august 1912 i Klaksvík, død 19. maj 1997) var en færøsk tjenestemand, forfatter og politiker (FF).
Efter  folkeskolen fik han ansættelse hos p/f J.F. Kjølbro, som blev drevet af hans gudfar skibsreder Jógvan Frederik Kjølbro, og var skiftevis i firmaets virksomhed i Klaksvík og til søs. Som 18 årig drog Joensen til Danmark, hvor han tog præliminæreksamen i Rønde og studentereksamen fra Hjørring Gymnasium i 1935. Han ønskede at studere etnologi, men blev rådet til at vælge teologi i stedet, og studerede i en kort periode ved Aarhus Universitet før han begyndte ved Københavns Universitet. Da 2. Verdenskrig brød ud, drog Joensen hjem til Færøerne, og vendte aldrig tilbage for at afslutte studierne. I Klaksvík fik han job ved sygehuset, inden han i 1941 ble vtilbudt stillingen som kommunesekretær i Klaksvíkar kommuna, som han varetog frem til 1982. Joensen bevarede sin fascination af færøsk historie og folkeliv, skrev en række bøker og artikler i denne forbindelse, foruden en omfattende mængde lyrik.

## Politisk karriere og tillidshverv
Han var valgt til Lagtinget 1943–1945, bestyrelsesmedlem ved Klaksvíkar Sjúkrahús 1951–1971 og medlem af ligningsnævnet og skolenævnet 1955–63. I 1943 var han med til at grundlægge havfiskerforeningen Klaksvíkar Útróðrarfelag, hvor han var sekretær i 31 år.

## Hæder
Joensen blev tildelt Haakon VIIs Frihedskors i 1946, M.A. Jacobsens Heiðursløn for faglitteratur i 1968 og guldhæderstegnet fra Klaksvíkar Útróðrarfelag i 1983. Han blev også Ridder af Dannebrog i 1974, korresponderende medlem af Kungliga Gustav Adolfs Akademien för svensk folkkultur i 1983 og æresdoktor ved Fróðskaparsetur Føroya i 1990.